# Fundación Patrimonio Fílmico Colombiano
Fundación Patrimonio Filmico Colombiano es una fundación encargada de recolectar y restaurar todo el material audiovisual que se produzca en Colombia. Esto se hace con el fin de consolidar un archivo audiovisual que se pueda presentar a todo el país y continuar con la formación de la historia de la imagen en movimiento colombiana. Desde el año de 1984, la Fundación Patrimonio Fílmico Colombiano pertenece y está acreditada por la Federación Internacional de Archivos Fílmicos, FIAF.

## Historia
La Fundación Patrimonio Fílmico Colombiano nace después de la sucesión de varios intentos por parte de diferentes entidades, estatales y no estatales, de consolidar un archivo audiovisual que recogiera la naciente historia del cine colombiano en el siglo XX. En el año 1954 el librero catalán Luis Vicens, con el apoyo de varias entidades (entre ellas Cine Club de Colombia) pone en pie la Filmoteca Colombiana, la cual se transformaría años más tarde en la Cinemateca Colombiana. Tres años después de su fundación, la Cinemateca Colombiana adquiere sus primeros filmes y ese año es aceptada como miembro de la Federación Internacional de Archivos Fílmicos, FIAF. 
Sin embargo, la Fundación patrimonio fílmico colombiano se constituiría como tal en 1986, luego de que la Compañía de fomento cinemtatográfico, FOCINE, convocara a un comité que estuviese dispuesto para trabajar en la recuperación del patrimonio fílmico nacional. Esta reunión dio como resultado la unión de varios entes públicos y privados, entre ellos Cine Colombia, Cine Club Colombia y la Fundación Rómulo Lara, la cual permitió la fundación de Patrimonio Fílmico. Para terminar la lista de socios, Radio Televisión Nacional de Colombia, RTVC, entró en el año 2006 como miembro de la Junta Directiva en desarrollo del proyecto Centro de Conservación de Soportes Audiovisuales.
Desde 1986, la Fundación se convierte en miembro activo de la Federación Internacional de Archivos Fílmicos, FIAF.
La Fundación ha promovido la producción de obras audiovisuales, publicaciones y exhibiciones que muestran y fundamentan la historia del cine colombiano. Entre los múltiples logros de la Fundación patrimonio fílmico Colombiano se encuentran la recuperación, almacenamiento y
custodia de más de noventa mil objetos relacionados con las producciones de cine nacional. En esta colección se encuentran rollos de cine, casetes de video y registros sonoros.
También ha adelantado la gestión para la restauración y preservación de los primeros registros cinematográficos colombianos, que se encuentran en nitrato de celulosa. Este polímero fue el primer soporte físico del cine y es altamente inestable y autoinflamable.
La fundación ha restaurado y preservado un grupo de películas pertenecientes a las primeras épocas del cine nacional. Debido a esto, estas filamciones se han podido recuperar para convertirse en bienes de interés cultural, todo esto para que el público en general pueda consultarlos y reproducirlos. Los siguientes largometrajes, pertenecientes al periodo del cine silente colombiano han sido restaurados y almacenados por la fundación: 
- Bajo el cielo antioqueño (1925)
- Alma provinciana  (1926)
- Garras de oro (1926)
- Manizales City (1925)
- La tragedia del silencio (1924) (Fragmentos)
- Aura o las violetas (1924) (Fragmentos)
- Madre (1925) (Fragmentos)
- Como los muertos (1925) (Fragmentos)
- El amor, el deber y el crimen (1926) (Fragmentos).

La fundación también ha restaurado y preservado las primeras obras del periodo del cine sonoro colombiano
- El cortometraje Pereira
- Flores del Valle (1941)
- Sendero de luz (1945)
- Allá en el trapiche (1943)
- Bambucos y corazones (1945).

En el año 2001, la Fundación Patrimonio Fílmico colombiano organizó y realizó la primera muestra de cine mudo colombiano, llamada "Los filmes de una década dorada". Entre el archivo que se proyectó durante ese evento se mostraron películas del Archivo Histórico Cinematográfico de los Acevedo.
En otros de los proyectos realizados por la fundación  se encuentra la catalogación, indización y divulgación del archivo de los pioneros del periodismo audiovisual en Colombia. Este archivo está constituido por más de treinta y cinco (35) horas que documentan el transcurrir histórico del país de 1915 a 1955.
Actualmente La Fundación Patrimonio Fílmico Colombiano, en colaboración con la Cinemateca del Caribe de Barranquilla y con la Cinemateca Distrital de Bogotá, se ha convertido en el gestor principal del Sistema de Información del Patrimonio Audiovisual Colombiano, Sipac. Además, lidera la tarea de concienciar a las autoridades y al público en general sobre la necesidad y la obligación de preservar sistemática y técnicamente el patrimonio audiovisual de la nación, para promover acciones que permitan consolidar un archivo audiovisual clave para seguir engordando los libros de la historia del cine colombiano.

## Publicaciones
La Fundación Patrimonio Fílmico Colombiano ha realizado varias publicaciones que reúnen gran parte del archivo. Estas son las principales publicaciones de la fundación 
Carteles de largometrajes colombianos en cine 1925-2012
Libro publicado en el año 2012, en el que se reúnen los diferentes carteles de varios largometrajes colombianos a lo largo de la historia del cine nacional. Este libro ha permitido mostrar no sólo los numerosos títulos de las películas de largometraje, sino además, ha hecho un panorama de la publicidad en el cine colombiano a través de su historia, y como esta ha evolucionado en muchos de sus conceptos, mostrando una nueva construcción simbólica de la mirada publicitaria. 
Esta edición presenta la colección de doscientos treinta y seis carteles que conserva la Fundación Patrimonio Fílmico Colombiano, gracias a la confianza de casas productoras, directores e instituciones que han adjuntado las piezas promocionales junto a las películas. 
Colección Cine Silente Colombiano
Esta colección, publicada en 2012, con el apoyo de Proimágenes Colombia y el Ministerio de Cultura, incluye diez discos compactos. Estas obras iniciales, situadas principalmente a mediados de la década de 1920, constituyen uno de los pilares fundamentales en las películas argumentales colombianas.
Reúne la totalidad del legado de la Cinemateca Colombiana que presidió Hernando Salcedo Silva de las películas silentes de 1924-1926, inspiradas en obras literarias o teatrales o que se ocupan de hechos históricos o de ficción, junto con algunos registros noticiosos, documentales y crónicas sobre la producción, distribución y promoción del oficio cinematográfico.
Su contenido es el siguiente:
- Disco 1: Garras de oro, estrenada en 1926, director: P. P. Jambrina.
- Disco 2: Manizales city, estrenada en 1925, director: Félix R. Restrepo.
- Discos 3 y 4: Bajo el cielo antioqueño, estrenada en 1925, director: Arturo Acevedo Vallarino.
- Discos 5 y 6: Alma provinciana, estrenada en 1926, director: Félix Joaquín Rodríguez.
- Disco 7: Archivo cinematográfico de los Acevedo, selecciones años 1915 a 1933. Acevedo e hijos: por un arte propio, crónica dirigida por Juan Carlos Arango Espitia.
- Disco 8: La tragedia del silencio, estrenada en 1924, director: Arturo Acevedo Vallarino. Más allá de La tragedia del silencio, documental dirigido por Jorge Nieto. Los Di Domenico, pioneros del cine colombiano, crónica dirigida por Juan Carlos Arango Espitia.
- Disco 9: Madre, estrenada en 1924, director: Samuel Velásquez. Aura o las violetas, estrenada en 1924, directores: Pedro Moreno Garzón y Vincenzo Di Domenico. Como los muertos, estrenada en 1924, directores: Pedro Moreno Garzón y Vincenzo Di Domenico. 1897–1937. Cuatro décadas de cine silente en Colombia, crónica dirigida por Juan Carlos Arango Espitia.
- Disco 10: El amor, el deber y el crimen, estrenada en 1926, directores: Pedro Moreno Garzón y Vincenzo Di Domenico. En busca de María, documental dirigido por Luis Ospina y Jorge Nieto.